# Kvinna mot kvinna
Kvinna mot kvinna är en amerikansk film från 1939 i regi av Edmund Goulding. Det är en filmatisering av Zoë Akins pjäs The Old Maid, i sin tur iscensatt från Edith Whartons novell The Old Maid från samlingsboken Old New York från 1924.

## Rollista
- Bette Davis - Charlotte Lovell
- Miriam Hopkins - Delia Lovell
- George Brent - Clem Spender
- Donald Crisp - Dr. Lanskell
- Jane Bryan - Tina
- Louise Fazenda - Dora
- James Stephenson - Jim Ralston
- Jerome Cowan - Joe Ralston
- William Lundigan - Lanning Halsey
- Rand Brooks - Jim
- William Hopper - John